# Wonderland (Metro de Boston)
Wonderland es una estación en la línea Azul del Metro de Boston. La estación se encuentra localizada en 1300 North Shore Rd en Revere, Massachusetts. La estación Wonderland fue inaugurada el 19 de abril de 1954. La Autoridad de Transporte de la Bahía de Massachusetts es la encargada por el mantenimiento y administración de la estación. El nombre de esta estación proviene del antiguo parque Wonderland Amusement Park que existió entre 1906 y 1911.

## Descripción
La estación Wonderland cuenta con 2 plataformas laterales y 2 vías. La estación también cuenta con 1,257 de espacios de aparcamiento.

## Conexiones
La estación es abastecida por las siguientes conexiones: 
- Ruta 110 Wellington & línea Naranja vía Woodlawn
- Ruta 116 Maverick Station vía Revere Street
- Ruta 117 Maverick Station vía Beach Street
- Ruta 411 Malden Station vía Granada Highlands
- Ruta 424 Eastern Avenue & Essex Street (in Lynn)
- Ruta 426W Lynn Station vía Cliftondale
- Ruta 441/Ruta 441W Marblehead-Haymarket Station vía Lynn Station & Vinnin Square
- Ruta 442/Ruta 442W Marblehead-Haymarket Station vía Lynn Station & Humphrey Street
- Ruta 448/449 Downtown Crossing-Marblehead vía Logan Airport Terminal C, Lynn Station, y Swampscott.

Varias Rutas expresas operan hacia  Haymarket o Downtown Crossing en el centro de Boston pero terminan en Wonderland los fines de semana.